# Asakura (distrito de Fukuoka)
Asakura (朝倉郡, Asakura-gun) é um distrito localizado na Fukuoka (prefeitura), Japão.

Localização do distrito de Asakura na prefeitura de Fukuoka

Em 2003, o distrito teve uma estimativa de população de 50.658 e uma densidade de 255.01 pessoas por km². A área total é 198,65 km². Roda de águas formam uma das atrações do distrito.

## Vilas e aldeias
- Chikuzen
- Tōhō

## Fusões
- Em 22 de março de 2005, as antigas vilas de Miwa e Yasu fundiram, tornando-se a cidade de Chikuzen.
- Em 28 de março de 2005, as antigas aldeias de Hōshuyama e Koishiwara mescladas, tornando-se a aldeia de Tōhō.
- Em 20 de março de 2006, as antigas vilas de Asakura e Haki fundiu-se com a cidade de Amagi para formar a nova cidade de Asakura.